# Petite rivière Roger
Pour les articles homonymes, voir Roger.
La Petite rivière Roger est un affluent du lac des Quinze, coulant dans la municipalité de Moffet et d’Angliers (Québec), dans la municipalité régionale de comté (MRC) du Témiscamingue, dans la région administrative du Abitibi-Témiscamingue, au Québec, au Canada.
La foresterie constitue la principale activité économique du secteur ; les activités récréotouristiques sont en second notamment la navigation de plaisance à cause du vaste plan d’eau qu’offre le Lac des Quinze, la rivière des Outaouais et ses affluents navigables. Une route forestière traverse d’est en ouest le cours de la Petite rivière Roger, soit entre le Lac Gérin-Lajoie et le Lac Gaboury.

## Géographie
Les bassins versants voisins de la Petite rivière Roger sont :
- côté nord : lac Beaudry, lac Roger (Rémigny), rivière Roger, baie Caron du lac Kinojévis ;
- côté est : rivière des Outaouais, lac Grassy, lac Simard ;
- côté sud : rivière des Outaouais, lac des Quinze ;
- côté ouest : rivière des Outaouais, lac Rémigny, lac des Quinze, lac Beaumesnil.

La Petite rivière Roger prend sa source à l’embouchure du lac Beaudry, soit à une altitude : 311 m dans la municipalité de Angliers (Québec). Cette source est située à km au sud-est du Lac du Caribou et à 14,6 km au nord de l’embouchure de cette même rivière. Le courant de la Petite rivière Roger traverse successivement le lac Gérin-Lajoie, le Lac Gaboury et le lac Langelier.
À partir de l’embouchure du lac Beaudry, la Petite rivière Roger coule sur 12,9 km selon les segments suivants :
- 3,8 km vers le sud, en traversant le lac Gérin-Lajoie (longueur : 3,5 km ; altitude : 267 m) ;
- 9,1 km vers le sud en entrant dans la municipalité de Angliers (Québec), puis en traversant le lac Gaboury (longueur : 6,9 km ; altitude : 263 m) et le lac Langelier (longueur : 2,2 km ; altitude : 263 m), jusqu’à son embouchure. Note : Les lacs Gaboury et Langelier sont interconnectés. Dans le dernier segment de 0,6 km, le cours de la Petite rivière Roger constitue la limite Est de la Réserve de biodiversité du Lac des Quinze[1].

La Petite rivière Roger se déverse sur la rive nord-ouest du lac des Quinze. Cette embouchure est située à :
- 27,0 km au sud-est de l’embouchure du Lac des Quinze ;
- 4,0 km à l'ouest du centre du village de Moffet ;
- 34,2 km à l'est du lac Témiscamingue ;
- 39,1 km à l'est de la limite de l’Ontario ;
- 76,1 km au sud-est du centre-ville de Rouyn-Noranda[1]

À partir de l’embouchure de la Petite rivière Roger, le courant traverse d’abord vers le sud-ouest, puis vers le nord-ouest le lac des Quinze lequel est traversé par la partie supérieure de la rivière des Outaouais.

## Toponymie
Le toponyme Petite rivière Roger a été officialisé le 5 décembre 1968 à la Commission de toponymie du Québec, soit à la création de cette Commission.